# Veyrins-Thuellin
Veyrins-Thuellin foi uma comuna francesa na região administrativa de Auvérnia-Ródano-Alpes, no departamento de Isère. Estendia-se por uma área de 11,56 km². Em 2010 a comuna tinha 1 904 habitantes (densidade: 164,7 hab./km²).
Em 1 de janeiro de 2016, passou a formar parte da nova comuna de Les Avenières-Veyrins-Thuellin.